# Liste des usages de l'article 49 alinéa 3 de la Constitution de la Cinquième République française
Pour un article plus général, voir Article 49 alinéa 3 de la Constitution de la Cinquième République française.
Cette page présente la liste des usages de l'article 49 alinéa 3 de la Constitution de la Cinquième République française depuis 1958.

## Bilan par Premier ministre
Ce tableau fait le bilan par Premier ministre du nombre d'engagements de responsabilité et de motions de censure.
La différence entre le nombre d'engagements de responsabilité et le nombre de projets de loi est due à l'utilisation du dispositif au cours de plusieurs étapes des projets de loi.
| Premier ministre | Premier ministre      | Mandat    | Recours | Textes | Motions de censure | Textes concernés |
| ---------------- | --------------------- | --------- | ------- | ------ | ------------------ | --- |
|                  | Michel Debré          | 1959-1962 | 4       | 2      | 4                  | |
|                  | Georges Pompidou      | 1962-1968 | 6       | 2      | 4                  | |
|                  | Raymond Barre         | 1976-1981 | 8       | 5      | 13                 | |
|                  | Pierre Mauroy         | 1981-1984 | 7       | 5      | 6                  | Loi de nationalisation du 11 février 1982, Loi sur les prix et les revenus de 1982, Projet de loi Savary |
|                  | Laurent Fabius        | 1984-1986 | 4       | 2      | 1                  | Loi no 84-937 du 23 octobre 1984 visant à limiter la concentration et à assurer la transparence financière et le pluralisme des entreprises de presse dite « loi anti-Hersant » |
|                  | Jacques Chirac        | 1986-1988 | 8       | 7      | 7                  | Loi relative à la liberté de communication, Loi rétablissant le scrutin majoritaire pour les législatives de 1988. |
|                  | Michel Rocard         | 1988-1991 | 28      | 13     | 5                  | Création du CSA, des lois de finances, loi de programmation militaire, réforme du statut de la régie Renault et la réforme hospitalière de 1991. |
|                  | Édith Cresson         | 1991-1992 | 8       | 4      | 2                  | |
|                  | Pierre Bérégovoy      | 1992-1993 | 3       | 3      | 1                  | |
|                  | Édouard Balladur      | 1993-1995 | 1       | 1      | 1                  | Loi sur la privatisation des entreprises |
|                  | Alain Juppé           | 1995-1997 | 2       | 2      | 2                  | Projet de loi d'habilitation pour la réforme de la sécurité sociale et projet de loi relatif à l'entreprise nationale France Télécom. |
|                  | Jean-Pierre Raffarin  | 2002-2005 | 2       | 2      | 2                  | Projet de loi relatif à l'élection des conseillers régionaux et des représentants au Parlement européen ainsi qu'à l'aide publique aux partis politiques (15 février 2003) et projet de loi relatif aux libertés et responsabilités locales (27 juillet 2004)                                                                                                 |
|                  | Dominique de Villepin | 2005-2007 | 1       | 1      | 0                  | Projet de loi pour l'égalité des chances, incluant le contrat première embauche ou CPE (9 février 2006) |
|                  | Manuel Valls          | 2014-2016 | 6       | 2      | 3                  | Projet de loi pour la croissance, l'activité et l'égalité des chances économiques, dite « loi Macron » (19 février, 18 juin et 9 juillet 2015) et projet de loi relative au travail, à la modernisation du dialogue social et à la sécurisation des parcours professionnels, dite « loi El Khomri » ou « loi travail » (12 mai, 6 juillet et 21 juillet 2016) |
|                  | Édouard Philippe      | 2017-2020 | 1       | 1      | 3                  | Projet de loi instituant un système universel de retraite (29 février 2020) |
|                  | Élisabeth Borne       | 2022-2024 | 23      | 6      | 28                 | Projet de loi de finances pour 2023 et loi de financement de la Sécurité sociale pour 2023. Réforme des retraites en France en 2023. Loi de programmation des finances publiques. Projet de loi de finances pour 2024 et loi de financement de la sécurité sociale pour 2024                                                                                  |
|                  | Michel Barnier        | 2024      | 1       | 1      | 2                  | Budget de la Sécurité sociale (décembre 2024) |
|                  | François Bayrou       | 2024-     | 3       | 2      | 4                  | Budget de l'État 2025 Projet de loi de financement de la sécurité sociale pour 2025 |
| Total            | Total                 | Total     | 116     | 61     | 87                 | |

## Liste détaillée
| Premier ministre | Premier ministre  | Projet de loi | Séance          | Engagement      | Motion de censure | Motion de censure | Vote    | Vote    |
| Premier ministre | Premier ministre  | Projet de loi | Séance          | Engagement      | Dépôt             | Vote              | Maj.    | Pour    |
| --- | ----------------- | --- | --------------- | --------------- | ----------------- | ----------------- | ------- | ------- |
| Ire législature (1958-1962) |                   | |                 |                 |                   |                   |         |         |
| | Debré             | Loi de finances pour 1960                                                                                        | 24 nov.         | 25 nov. 1959    | 25 nov.           | 27 nov.           | 277     | 109     |
| Programme militaire (1re lecture) | Debré             | 18 oct. | 19 oct. 1960    | 20 oct.         | 24 oct.           | 277               | 207     |         |
| Programme militaire (2e lecture) | Debré             | | 17 nov. 1960    | 18 nov.         | 22 nov.           | 277               | 214     |         |
| Programme militaire (3e lecture) | Debré             | | 1er déc. 1960   | 2 déc.          | 6 déc.            | 277               | 215     |         |
| | Pompidou          | Loi de finances rectificative pour 1962 (Pierrelatte) (1re lecture)                                              |                 | 12 juill. 1962  | 12 juill.         | 16 juill.         | 241     | 206     |
| Loi de finances rectificative pour 1962 (2e lecture) | Pompidou          | | 23 juill. 1962  |                 |                   |                   |         |         |
| Loi de finances rectificative pour 1962 (3e lecture) | Pompidou          | | 24 juill. 1962  |                 |                   |                   |         |         |
| IIe législature (1962-1967) |                   | |                 |                 |                   |                   |         |         |
| | Pompidou          | Néant | Néant           | Néant           | Néant             | Néant             | Néant   | Néant   |
| IIIe législature (1967-1968) |                   | |                 |                 |                   |                   |         |         |
| | Pompidou          | Loi d'habilitation en matière économique et sociale (1re lecture)                                                |                 | 18 mai 1967     | 18 mai            | 20 mai            | 244     | 236     |
| Loi d'habilitation en matière économique et sociale (2e lecture)                                                                                              | Pompidou          | | 7 juin 1967     | 7 juin          | 9 juin            | 244               | 236     |         |
| Loi d'habilitation en matière économique et sociale (3e lecture)                                                                                              | Pompidou          | | 14 juin 1967    | 14 juin         | 16 juin           | 244               | 239     |         |
| IVe législature (1968-1973) |                   | |                 |                 |                   |                   |         |         |
| | Couve de Murville | Néant | Néant           | Néant           | Néant             | Néant             | Néant   | Néant   |
| | Chaban-Delmas     | Néant | Néant           | Néant           | Néant             | Néant             | Néant   | Néant   |
| | Messmer           | Néant | Néant           | Néant           | Néant             | Néant             | Néant   | Néant   |
| Ve législature (1973-1978) |                   | |                 |                 |                   |                   |         |         |
| | Messmer           | Néant | Néant           | Néant           | Néant             | Néant             | Néant   | Néant   |
| | Chirac            | Néant | Néant           | Néant           | Néant             | Néant             | Néant   | Néant   |
| | Barre             | Loi de finances rectificative pour 1976                                                                          | 14 oct.         | 15 oct. 1976    | 15 oct.           | 19 oct.           | 241     | 181     |
| Mode d'élection des membres du Parlement européen | Barre             | 15 juin | 16 juin 1977    |                 |                   |                   |         |         |
| VIe législature (1978-1981) |                   | |                 |                 |                   |                   |         |         |
| | Barre             | Loi de finances pour 1980                                                                                        | 16 nov.         | 17 nov. 1979    | 18 nov. 18 nov.   | 20 nov. 20 nov.   | 246 246 | 201 199 |
| Financement de la sécurité sociale (1re lecture) | Barre             | 3 déc. | 4 déc. 1979     | 5 déc. 5 déc.   | 7 déc. 7 déc.     | 246 246           | 200 198 |         |
| Loi de finances pour 1980 Texte de la CMP | Barre             | | 13 déc. 1979    | 14 déc. 14 déc. | 17 déc. 17 déc.   | 246 246           | 197 196 |         |
| Financement de la sécurité sociale Texte de la CMP | Barre             | | 20 déc. 1979    | 20 déc. 20 déc. | 22 déc. 22 déc.   | 246 246           | 191 190 |         |
| Loi de finances pour 1980 (2e projet) 1re partie | Barre             | | 7 janv. 1980    | 7 janv. 7 janv. | 9 janv. 9 janv.   | 246 246           | 202 202 |         |
| Loi de finances pour 1980 (2e projet) 2e partie et ensemble                                                                                                   | Barre             | | 9 janv. 1980    | 9 janv. 9 janv. | 11 janv. 11 janv. | 246 246           | 192 190 |         |
| VIIe législature (1981-1986) |                   | |                 |                 |                   |                   |         |         |
| | Mauroy            | Nationalisation (2e projet)                                                                                      |                 | 26 janv. 1982   | 26 janv.          | 28 janv.          | 246     | 154     |
| Les prix et les revenus (1re lecture) | Mauroy            | | 24 juin 1982    | 24 juin         | 28 juin           | 246               | 138     |         |
| Les prix et les revenus (2e lecture) | Mauroy            | | 9 juill. 1982   | 9 juill.        | 12 juill.         | 246               | 146     |         |
| Les prix et les revenus (3e lecture) | Mauroy            | | 13 juill. 1982  | 13 juill.       | 20 juill.         | 245               | 155     |         |
| Événements d'Afrique du Nord (2e lecture) | Mauroy            | | 23 nov. 1982    |                 |                   |                   |         |         |
| Enseignement privé | Mauroy            | 22 mai | 23 mai 1984     | 23 mai          | 24 mai            | 246               | 159     |         |
| Liberté de la presse (2e lecture) | Mauroy            | | 5 juill. 1984   | 6 juill.        | 10 juill.         | 246               | 159     |         |
| | Fabius            | Liberté de la presse (3e lecture)                                                                                |                 | 7 sept. 1984    | 7 sept.           | 10 sept.          | 246     | 105     |
| Aménagement du temps de travail (1re lecture) | Fabius            | | 11 déc. 1985    |                 |                   |                   |         |         |
| Aménagement du temps de travail (2e lecture) | Fabius            | | 12 fév. 1986    |                 |                   |                   |         |         |
| Aménagement du temps de travail (3e lecture) | Fabius            | | 27 fév. 1986    |                 |                   |                   |         |         |
| VIIIe législature (1986-1988) |                   | |                 |                 |                   |                   |         |         |
| | Chirac            | Loi d'habilitation en matière économique et sociale                                                              |                 | 13 mai 1986     | 14 mai            | 16 mai            | 289     | 251     |
| Rétablissement du scrutin majoritaire pour l'élection des députés                                                                                             | Chirac            | | 20 mai 1986     | 20 mai          | 22 mai            | 289               | 284     |         |
| Loi de finances rectificative pour 1986 | Chirac            | 28 mai | 29 mai 1986     | 29 mai          | 2 juin            | 289               | 251     |         |
| Privatisation | Chirac            | | 24 juill. 1986  | 24 juill.       | 28 juill.         | 284               | 245     |         |
| Liberté de la communication | Chirac            | 5 août | 6 août 1986     | 6 août          | 8 août            | 284               | 234     |         |
| Circonscriptions électorales | Chirac            | | 10 oct. 1986    | 10 oct.         | 13 oct.           | 288               | 281     |         |
| Circonscriptions électorales Texte de la CMP | Chirac            | | 22 oct. 1986    |                 |                   |                   |         |         |
| Aménagement du temps de travail | Chirac            | | 20 mai 1987     | 20 mai          | 26 mai            | 289               | 250     |         |
| IXe législature (1988-1993) |                   | |                 |                 |                   |                   |         |         |
| | Rocard            | Liberté de la communication (2e lecture)                                                                         |                 | 15 déc. 1988    |                   |                   |         |         |
| Liberté de la communication (3e lecture) | Rocard            | | 21 déc. 1988    |                 |                   |                   |         |         |
| Xe Plan (1989-1992) | Rocard            | | 28 avr. 1989    |                 |                   |                   |         |         |
| Audiovisuel (présidence commune A2-FR3) (1re lecture) | Rocard            | | 19 juin 1989    |                 |                   |                   |         |         |
| Audiovisuel (présidence commune A2-FR3) (2e lecture) | Rocard            | | 1er juill. 1989 |                 |                   |                   |         |         |
| Programmation militaire (1990-1993) | Rocard            | | 4 oct. 1989     | 5 oct.          | 9 oct.            | 288               | 159     |         |
| Loi de finances pour 1990 (1re lecture) | Rocard            | 20 oct. | 21 oct. 1989    | 21 oct.         | 23 oct.           | 288               | 240     |         |
| Loi de finances pour 1990 (2e lecture et ensemble) | Rocard            | 16 nov. | 17 nov. 1989    | 17 nov.         | 20 nov.           | 288               | 254     |         |
| Programmation militaire (1990-1993) (2e lecture) | Rocard            | | 27 nov. 1989    |                 |                   |                   |         |         |
| Diverses dispositions sanitaires et sociales (1re lecture) | Rocard            | | 1er déc. 1989   |                 |                   |                   |         |         |
| Loi de finances rectificative pour 1989 | Rocard            | | 6 déc. 1989     |                 |                   |                   |         |         |
| Loi de finances pour 1990 (2e lecture 1re partie) | Rocard            | 14 déc. | 15 déc. 1989    |                 |                   |                   |         |         |
| Programmation militaire (1990-1993) (3e lecture) | Rocard            | | 15 déc. 1989    |                 |                   |                   |         |         |
| Diverses dispositions sanitaires et sociales (2e lecture) | Rocard            | | 15 déc. 1989    |                 |                   |                   |         |         |
| Loi de finances pour 1990 (2e lecture 2e partie et ensemble)                                                                                                  | Rocard            | 15 déc. | 16 déc. 1989    |                 |                   |                   |         |         |
| Loi de finances pour 1990 (3e lecture et ensemble) | Rocard            | | 19 déc. 1989    |                 |                   |                   |         |         |
| Diverses dispositions sanitaires et sociales (3e lecture) | Rocard            | | 19 déc. 1989    | 19 déc.         | 21 déc.           | 289               | 265     |         |
| Loi de finances rectificatives pour 1989 (2e lecture) | Rocard            | 20 déc. | 21 déc. 1989    |                 |                   |                   |         |         |
| Statut de la Régie Renault | Rocard            | | 28 avr. 1990    |                 |                   |                   |         |         |
| Loi de finances pour 1991 (1re lecture ; articles 92 à 99 : CSG)                                                                                              | Rocard            | 15 nov. | 16 nov. 1990    | 16 nov.         | 19 nov.           | 289               | 284     |         |
| Loi de finances pour 1991 (1re lecture ; ensemble) | Rocard            | 19 nov. | 20 nov. 1990    |                 |                   |                   |         |         |
| Loi de finances rectificative pour 1990 | Rocard            | | 4 déc. 1990     |                 |                   |                   |         |         |
| Diverses dispositions sanitaires et sociales (1re lecture) | Rocard            | | 7 déc. 1990     |                 |                   |                   |         |         |
| Loi de finances pour 1991 (2e lecture) | Rocard            | | 14 déc. 1990    |                 |                   |                   |         |         |
| Loi de finances pour 1991 (3e lecture) | Rocard            | 18 déc. | 19 déc. 1990    |                 |                   |                   |         |         |
| Diverses dispositions sanitaires et sociales (2e lecture) | Rocard            | 18 déc. | 19 déc. 1990    |                 |                   |                   |         |         |
| Diverses dispositions sanitaires et sociales (3e lecture) | Rocard            | | 20 déc. 1990    |                 |                   |                   |         |         |
| Réforme hospitalière | Rocard            | | 29 avr. 1991    |                 |                   |                   |         |         |
| | Cresson           | Diverses dispositions d'ordre économique et financier (1re lecture)                                              | 12 juin         | 13 juin 1991    | 13 juin           | 17 juin           | 289     | 265     |
| Diverses dispositions d'ordre économique et financier (2e lecture)                                                                                            | Cresson           | | 28 juin 1991    |                 |                   |                   |         |         |
| Diverses dispositions d'ordre économique et financier (3e lecture)                                                                                            | Cresson           | | 3 juill. 1991   |                 |                   |                   |         |         |
| Agence du Médicament | Cresson           | | 5 oct. 1991     |                 |                   |                   |         |         |
| Loi de finances pour 1992 (1re lecture ; 1re partie) | Cresson           | 18 oct. | 19 oct. 1991    |                 |                   |                   |         |         |
| Loi de finances pour 1992 (1re lecture ; 2e partie et ensemble)                                                                                               | Cresson           | 15 nov. | 16 nov. 1991    | 16 nov.         | 18 nov.           | 289               | 264     |         |
| Loi de finances rectificative pour 1991 | Cresson           | | 5 déc. 1991     |                 |                   |                   |         |         |
| Loi de finances pour 1992 (2e lecture ; 2e partie et ensemble)                                                                                                | Cresson           | 13 déc. | 14 déc. 1991    |                 |                   |                   |         |         |
| | Bérégovoy         | Médecins et assurance maladie                                                                                    |                 | 5 juin 1992     |                   |                   |         |         |
| Loi de finances pour 1993 (1re lecture ; 2e partie et ensemble)                                                                                               | Bérégovoy         | 17 nov. | 18 nov. 1992    | 19 nov.         | 23 nov.           | 286               | 257     |         |
| Fonds de solidarité vieillesse | Bérégovoy         | 10 déc. | 11 déc. 1992    |                 |                   |                   |         |         |
| Xe législature (1993-1997) |                   | |                 |                 |                   |                   |         |         |
| | Balladur          | Privatisation |                 | 30 juin 1993    | 1er juill.        | 5 juill.          | 289     | 87      |
| | Juppé             | Loi d'habilitation pour la réforme de la sécurité sociale                                                        |                 | 10 déc. 1995    | 10 déc.           | 12 déc.           | 287     | 94      |
| Statut de France Télécom | Juppé             | | 26 juin 1996    | 27 juin         | 29 juin           | 289               | 96      |         |
| XIe législature (1997-2002) |                   | |                 |                 |                   |                   |         |         |
| | Jospin            | Néant | Néant           | Néant           | Néant             | Néant             | Néant   | Néant   |
| XIIe législature (2002-2007) |                   | |                 |                 |                   |                   |         |         |
| | Raffarin          | Élection des conseillers régionaux, des représentants au Parlement européen, aide publique aux partis politiques |                 | 12 fév. 2003    | 13 fév.           | 15 fév.           | 288     | 177     |
| Libertés et responsabilités locales 2e lecture | Raffarin          | | 23 juill. 2004  | 23 juill.       | 27 juill.         | 289               | 175     |         |
| | Villepin          | Égalité des chances                                                                                              | 9 fév.          | 10 fév. 2006    |                   |                   |         |         |
| XIIIe législature (2007-2012) |                   | |                 |                 |                   |                   |         |         |
| | Fillon            | Néant | Néant           | Néant           | Néant             | Néant             | Néant   | Néant   |
| XIVe législature (2012-2017) |                   | |                 |                 |                   |                   |         |         |
| | Ayrault           | Néant | Néant           | Néant           | Néant             | Néant             | Néant   | Néant   |
| | Valls             | Croissance et activité 1re lecture                                                                               |                 | 17 fév. 2015    | 17 fév.           | 19 fév.           | 289     | 234     |
| Croissance, activité et égalité des chances économiques Nouvelle lecture                                                                                      | Valls             | | 16 juin 2015    | 16 juin         | 18 juin           | 289               | 198     |         |
| Croissance, activité et égalité des chances économiques Lecture définitive                                                                                    | Valls             | | 9 juill. 2015   |                 |                   |                   |         |         |
| Nouvelles libertés et nouvelles protections pour les entreprises et les actifs, 1re lecture                                                                   | Valls             | | 10 mai 2016     | 10 mai          | 12 mai            | 288               | 246     |         |
| Travail, modernisation du dialogue social et sécurisation des parcours professionnels, Nouvelle lecture                                                       | Valls             | | 5 juill. 2016   |                 |                   |                   |         |         |
| Travail, modernisation du dialogue social et sécurisation des parcours professionnels, Lecture définitive                                                     | Valls             | | 20 juill. 2016  |                 |                   |                   |         |         |
| | Cazeneuve         | Néant | Néant           | Néant           | Néant             | Néant             | Néant   | Néant   |
| XVe législature (2017-2022) |                   | |                 |                 |                   |                   |         |         |
| | Philippe          | Système universel de retraite (1re lecture)                                                                      |                 | 29 fév. 2020    | 29 fév.           | 3 mars            | 289     | 148     |
| | Castex            | Néant | Néant           | Néant           | Néant             | Néant             | Néant   | Néant   |
| XVIe législature (2022-2024) |                   | |                 |                 |                   |                   |         |         |
| | Borne             | Projet de loi de finances pour 2023 (1re partie) (1re lecture)                                                   |                 | 19 oct. 2022    | 19 oct. 20 oct.   | 24 oct. 24 oct.   | 289 289 | 239 90  |
| Projet de loi de financement de la Sécurité sociale pour 2023 (3e partie) (1re lecture)                                                                       | Borne             | | 20 oct. 2022    | 20 oct.         | 24 oct.           | 289               | 150     |         |
| Projet de loi de financement de la Sécurité sociale pour 2023 (4e partie et l'ensemble du projet) (1re lecture)                                               | Borne             | | 26 oct. 2022    | 27 oct. 27 oct. | 31 oct. 31 oct.   | 289 289           | 90 218  |         |
| Projet de loi de finances pour 2023 (2e partie et l'ensemble du projet) (1re lecture)                                                                         | Borne             | | 2 nov. 2022     | 2 nov.          | 4 nov.            | 289               | 188     |         |
| Projet de loi de financement de la Sécurité sociale pour 2023 (3e partie) (Nouvelle lecture)                                                                  | Borne             | | 21 nov. 2022    | 22 nov.         | 25 nov.           | 289               | 85      |         |
| Projet de loi de financement de la Sécurité sociale pour 2023 (4e partie) (Nouvelle lecture)                                                                  | Borne             | | 25 nov. 2022    | 25 nov.         | 28 nov.           | 289               | 93      |         |
| Projet de loi de financement de la Sécurité sociale pour 2023 (l'ensemble du projet) Lecture définitive                                                       | Borne             | | 30 nov. 2022    | 30 nov.         | 2 déc.            | 288               | 87      |         |
| Projet de loi de finances pour 2023 (1re partie du projet) (Nouvelle lecture)                                                                                 | Borne             | | 8 déc. 2022     | 9 déc.          | 11 déc.           | 288               | 78      |         |
| Projet de loi de finances pour 2023 (2e partie et l'ensemble du projet) (Nouvelle lecture)                                                                    | Borne             | | 11 déc. 2022    | 11 déc.         | 13 déc.           | 288               | 102     |         |
| Projet de loi de finances pour 2023 (l'ensemble du projet) Lecture définitive                                                                                 | Borne             | | 15 déc. 2022    | 15 déc.         | 17 déc.           | 288               | 101     |         |
| Projet de loi de financement rectificative de la sécurité sociale pour 2023 (l'ensemble du projet) (Lecture des conclusions de la commission mixte paritaire) | Borne             | | 16 mars 2023    | 17 mars 17 mars | 20 mars 20 mars   | 287 287           | 278 94  |         |
| Projet de loi de programmation des finances publiques pour les années 2023 à 2027 (Nouvelle lecture)                                                          | Borne             | | 28 sept. 2023   | 28 sept.        | 29 sept.          | 289               | 193     |         |
| Projet de loi de finances pour 2024 (1re partie) (1re lecture)                                                                                                | Borne             | | 18 oct. 2023    | 18 oct. 18 oct. | 20 oct. 20 oct.   | 289 289           | 89 219  |         |
| Projet de loi de financement de la sécurité sociale pour 2024 (2e partie) (1re lecture)                                                                       | Borne             | | 25 oct. 2023    | 25 oct. 26 oct. | 30 oct. 30 oct.   | 289 289           | 223 88  |         |
| Projet de loi de financement de la sécurité sociale pour 2024 (3e partie) (1re lecture)                                                                       | Borne             | | 30 oct. 2023    | 31 oct.         | 4 nov.            | 289               | 89      |         |
| Projet de loi de finances pour 2024 (2e partie et l'ensemble du projet) (1re lecture)                                                                         | Borne             | | 7 nov. 2023     | 7 nov.          | 9 nov.            | 289               | 167     |         |
| Projet de loi de programmation des finances publiques pour les années 2023 à 2027 Lecture définitive                                                          | Borne             | | 13 nov. 2023    | 13 nov.         | 15 nov.           | 289               | 143     |         |
| Projet de loi de financement de la sécurité sociale pour 2024 (2e partie) (Nouvelle lecture)                                                                  | Borne             | | 23 nov. 2023    | 24 nov.         | 26 nov.           | 289               | 89      |         |
| Projet de loi de financement de la sécurité sociale pour 2024 (3e partie et l'ensemble du projet) (Nouvelle lecture)                                          | Borne             | | 26 nov. 2023    | 26 nov.         | 29 nov.           | 289               | 149     |         |
| Projet de loi de financement de la sécurité sociale pour 2024 Lecture définitive                                                                              | Borne             | | 1er déc. 2023   | 1er déc.        | 4 déc.            | 289               | 108     |         |
| Projet de loi de finances pour 2024 (1re partie) (Nouvelle lecture)                                                                                           | Borne             | | 14 déc. 2023    | 14 déc.         | 16 déc.           | 289               | 75      |         |
| Projet de loi de finances pour 2024 (2e partie et l'ensemble du projet) (Nouvelle lecture)                                                                    | Borne             | | 16 déc. 2023    | 16 déc.         | 18 déc.           | 289               | 110     |         |
| Projet de loi de finances pour 2024 Lecture définitive | Borne             | | 19 déc. 2023    | 19 déc.         | 21 déc.           | 289               | 116     |         |
| | Attal             | Néant | Néant           | Néant           | Néant             | Néant             | Néant   | Néant   |
| XVIIe législature (2024–) |                   | |                 |                 |                   |                   |         |         |
| | Barnier           | Projet de loi de financement de la sécurité sociale pour 2025 (ensemble du projet) (Nouvelle lecture)            |                 | 2 déc. 2024     | 2 déc.            | 4 déc.            | 288     | 331     |
| | Bayrou            | Projet de loi de finances (ensemble du projet) (Nouvelle lecture)                                                |                 | 3 fév. 2025     | 3 fév.            | 5 fév             | 288     | 128     |
| Projet de loi de financement de la sécurité sociale pour 2025 (article liminaire et 1ère partie) (Nouvelle lecture)                                           | Bayrou            | | 3 fév. 2025     | 3 fév.          | 5 fév.            | 288               | 122     |         |
| Projet de loi de financement de la sécurité sociale pour 2025 (2e partie) (Nouvelle lecture)                                                                  | Bayrou            | | 5 fév. 2025     | 5 fév.          | 10 fév.           | 288               | 115     |         |
| Projet de loi de financement de la sécurité sociale pour 2025 (3e partie et l'ensemble du projet) (Nouvelle lecture)                                          | Bayrou            | | 10 fév. 2025    | 10 fév.         | 12 fév.           | 288               | 121     |         |